# Golden Gate Quartet
El Golden Gate Quartet (también conocido como El Golden Gate Jubilee Quartet ) es un grupo vocal estadounidense formado en 1934.

## Orígenes
El grupo fue fundado como Golden Gate Jubilee Singers en 1934 por cuatro estudiantes de la escuela secundaria Booker T. Washington en Norfolk (Virginia). Los miembros originales fueron Willie Johnson (barítono), William Langford (tenor), Henry Owens (segundo tenor) y Orlandus Wilson (bajo). Otras fuentes afirman que Langford y Wilson reemplazaron a los miembros anteriores Robert "Peg" Ford y AC "Eddie" Griffin en 1935.
A partir de 1935, el grupo cantó en iglesias y en emisoras de radio local, ganando un lugar regular en la programación de la emisora WIS en Columbia (Carolina del Sur) en 1936. Comenzaron como un cuarteto de jubileo tradicional, combinando los ingeniosos arreglos asociados con los cuartetos de barbería con ritmos tomados del blues y el jazz como el scat. Desarrollaron un amplio repertorio de estilos, desde el enfoque lúgubre y discreto de Owens en canciones como "Anyhow" o "Hush, Somebody's Calling My Name", hasta los arreglos altamente sincopados del grupo en "Shadrach, Meshach and Abednego". Al igual que The Mills Brothers en la música popular, a menudo incluían efectos especiales vocales en sus canciones, imitando los sonidos de los trenes en canciones como "Golden Gate Gospel Train". Langford a menudo cantaba como solista, utilizando su habilidad para ir desde el barítono hasta el falsete, mientras que Johnson narraba con un estilo sincopado a la moda que se convirtió en el sello distintivo del grupo. El bajo de Wilson sirvió como ancla para el grupo y Owens armonizó con Langford y Johnson.
En 1937 trabajaron para la emisora de radio WBT en Charlotte (Carolina del Norte) y poco después firmaron un contrato con Bluebird Records. Después de su primera sesión de grabación el 14 de agosto de 1937, en la que grabaron 14 canciones en dos horas, fueron contratados para grabar 12 pistas por año. En 1938, John Hammond los reclutó para aparecer en el primer concierto From Spirituals To Swing celebrado en el Carnegie Hall deNueva York, después de lo cual su popularidad creció. Un ejemplo de su producción durante este período popular incluye una grabación de 1938 de ' John the Revelator ' que se incorporó al Registro Nacional de Grabaciones en 2005. Se quedaron en Nueva York y se inscribieron para una residencia en el club nocturno Cafe Society. Además de interpretar y grabar canciones góspel, también grabaron algunas canciones seculares para RCA Records, con intención de promocionarlas bajo el nombre artístico de "The Four Chocolate Bars", pero las grabaciones no se llegaron a publicar. En 1939, William Langford dejó el grupo para formar un nuevo grupo, los Southern Sons; fue reemplazado por Clyde Riddick (1913-1999).

## Las décadas de 1940 y 1950
En 1940, el grupo firmó un nuevo contrato con el sello Okeh, filial de Columbia Records, y acortó su nombre a Golden Gate Quartet. Pronto tuvieron un programa de radio a nivel nacional y la oportunidad de cantar en la toma de posesión de Franklin Delano Roosevelt en 1941, convirtiéndose en el primer grupo musical negro en cantar en el Salón de la Constitución y luego actuando varias veces en la Casa Blanca. Continuaron siendo populares durante la Segunda Guerra Mundial, haciendo varias apariciones en películas de Hollywood y cantando música secular, incluidas algunas canciones populares únicas como " Stallin Wasn't Stallin' " que mezclaba humor con comentarios políticos. El cuarteto apareció en películas como Star Spangled Rhythm (1942), Hit Parade of 1943 (1943), Hollywood Canteen (1944) y la película de Danny Kaye A Song Is Born (1948). En esta última película, interpretaron las canciones "Joshua Fit the Battle of Jericho" y parte de "A Song Is Born" con Louis Armstrong y Virginia Mayo .
Johnson fue llamado a filas en 1943, seguido por Wilson en 1944. Fueron reemplazados temporalmente por Cliff Givens, quien posteriormente se unió primero a The Ink Spots y luego a Billy Ward and His Dominoes, y Alton Bradley. El grupo firmó en 1948 por Mercury Records. Johnson se fue en 1948 para unirse a The Jubalaires y fue reemplazado por Orville Brooks.
El cuarteto perdió su posición preeminente en la música góspel después de la guerra, cuando se enfrentaron a la competencia de los nuevos cuartetos de hard góspel. Continuaron con su viejo estilo, ofreciendo comentarios políticos más agudos en canciones como "God's Gonna Cut You Down", pero perdiendo gran parte de su audiencia ante cuartetos como Dixie Hummingbirds y Soul Stirrers. Henry Owens se fue en 1950 para convertirse en predicador y solista. Alton Bradley regresó para reemplazarlo, pero luego se fue en 1952 cuando fue reemplazado por Eugene Mumford, anteriormente de The Larks.
Sin embargo, los Golden Gates revivieron su carrera en 1955, cuando realizaron una gira por Europa por primera vez, donde se hicieron muy populares. El grupo se mudó a París en 1959 y desde entonces ha continuado de gira, principalmente en Europa. Durante su paso por el ejército en Alemania, Elvis Presley, quien fue un gran admirador de su trabajo desde su más tierna infancia, los visitó en el backstage de Le Casino en París y se quedó a ver todo su espectáculo, quedándose también con ellos en el Hotel Príncipe de Gales. Presley grabó una versión de su popular "Swing Down Chariot" que apareció en su álbum de góspel His Hand in Mine. Durante este tiempo hubo más cambios de personal: Orville Brooks se fue y fue reemplazado por Franck Todd y más tarde a su vez por Caleb Ginyard, y Eugene Mumford fue reemplazado por Clyde Wright.
Desde la década de 1950, el grupo se ha basado principalmente en Europa. Hicieron muchas giras a finales de la década de 1950, incluidas giras patrocinadas por el Departamento de Estado de Estados Unidos, por todo el mundo. En 1959, el grupo inició una residencia de dos años en el Casino de París.

## Actividades posteriores
El grupo realizó su primera gira por África en 1962 y a principios de la década de 1960, amplió gradualmente su banda de acompañamiento para incorporar guitarra, piano, bajo y batería. A lo largo de la década de 1960, realizaron numerosas giras por Europa. En 1971, Ginyard y Wright dejaron el grupo y fueron reemplazados por Paul Brembly (el sobrino nieto de Orlandus Wilson) y Calvin Williams. Wright regresó al grupo en 1985 para reemplazar a Williams, quien regresó a los Estados Unidos.
Bill "Willie" Johnson trabajó con Eugene Mumford y Cliff Givens en su propia versión de The Golden Gate Quartet a finales de los 70 en el área de Los Ángeles, apareciendo más notablemente en el álbum "Jazz" de Ry Cooder.
El grupo realizó una gira mundial por el 60 aniversario en 1994. Riddick permaneció con el grupo hasta su retiro en 1995, y Wilson, el último superviviente del grupo original, hasta su muerte en 1998. Riddick fue reemplazado por Frank Davis. Wright fue reemplazado por Charles West (sobrino de Wilson). El puesto de bajista lo han ocupado en los últimos años Thierry Fred François, Richard Phillips y, desde 2005, Anthony Gordon.

## Reconocimientos
En su álbum de 1978, el músico Michel Jonasz usó extractos de la grabación de "Joshua Fit the Battle of Jericho" para mezclarlos en la canción "Golden Gate".
En 1998, fueron incluidos en el Salón de la Fama de los Grupos Vocales.
Una muestra de la grabación del grupo de "Jezebel" serviría como base para la canción de Recoil del mismo nombre, que aparece en su álbum Liquid de 2000.
En su álbum de 2011 So Beautiful or So What, el músico Paul Simon usó extractos de su grabación de 1938 de "Golden Gate Gospel Train" para mezclarlos en la canción "Love & Blessings". Además, la música del grupo también apareció en el videojuego battlefield: Bad Company .

## Miembros

### Miembros actuales
- Paul Brembly - (nacido en 1950)
- Terry François - (nacido en 1968)
- Timoteo Riley
- franco davis

### Miembros pasados
- Calvin Williams[10] - (1921-2010)
- Guillermo Langford - (1909-1969)
- Henry Owens - (†1970)
- Eugene Mumford - (1925-1977)
- J. Caleb Ginyard - (1910-1978)
- Willie Johnson - (†1980)
- Joe Johnson - (1914-1984)
- Clifford Givens - (1918-1989)
- Orville Brooks - (1919-1997)
- Orlando Wilson - (1917-1998)
- Clyde Riddick - (1913-1999)
- Clyde Wright - (nacimiento en 1928)
- Richard Phillips - (nacimiento en 1943)
- Bill Bing - (22 de diciembre de 1922 - 23 de enero de 2014)[11]
- Carlos Oeste (? )
- Alton Bradley (†)
- Anthony L. Gordon (nacido en 1957)

## Discografía

### sencillos seleccionados
- Bluebird 7564: "Pure Religion" / "Remember Me" (grabado el 24 de enero de 1938)
- Okeh 6713: "Comin' in on a Wing and a Prayer" (grabado en mayo de 1943) / "Run On" (grabado en marzo de 1942)
- Okeh 6741: "I Will Be Home Again" / "The General Jumped at Dawn" (grabado el 16 de marzo de 1945)
- Columbia 37236: "Atom and Evil" / "Shadrach" (grabado el 5 de junio de 1946)

### Álbumes seleccionados
- 2010 – Incredible
- 2003 – The Good Book
- 2003 – Gospel Train
- 1999 – Our Story
- 1997 – The Very Best of the Golden Gate Quartet
- 1961 – Negro Spirituals
- 1957 – That Golden Chariot
- 1956 – The Golden Gate Quartet [Camden]
- 1950 – The Golden Gate Spirituals
- 1949 – Joshua fit the battle